# برنت شاو
برنت شاو (انگلیسی: Brent Shaw؛ تولد ۲۷ مه، ۱۹۴۷ مورخ، و متخصص در مطالعات کلاسیک و استاد دانشگاه در دانشگاه پرینستون اهل کانادا است.